# John Scott Crawford
John Scott Crawford, britanski general, * 1889, † 1978.